# Парамахамса Харихарананда
Свами Парамахамса Харихарананда Гири (бенг. পরমহংস হরিহরানন্দ, 27 мая 1907, Бенгалия — 3 декабря 2002, Флорида) — гуру, йогин, философ и последователь Крийя Йоги. Изучал астрологию, астрономию и хиромантию. Владел нирвикальпа-самадхи. Автор книги «Крийя-йога: научный процесс культуры души и сущность всех религий» («Мистерия жизни и смерти»). С 1971 года был президентом Карар Ашрама. Был президентом международной организации «Крийя-йога». 
Самая известная ученическая линия преемственности крийя:
- Шри Бабаджи
- Лахири Махасая
- Шри Юктешвар
- Парамаханса Йогананда
- Свами Харихарананда
- Свами Шанкарананда

Однако сам Йогананда утверждал, что линия преемственности Бабаджи-Махасайя-Юктешвар-Йогананда заканчивается на нём и его учения могут передавать лишь монахи SRF/YSS.